# 存款利息税
存款利息稅是指政府对公民的储蓄存款利息所得进行入息稅征收。

## 中國内地
曾经在中國内地有对储蓄存款利息所得征收个人所得税，该税项自开征以来进行过多次调整，首先是在1999年11月1日起以20%的税率征收，2007年8月15日则调整为5%。后中国国务院决定自2008年10月9日起，对储蓄存款利息所得（包括人民币、外币储蓄利息所得）暂免征收个人所得税。

## 香港
香港在1986年前，按《香港法例》第112章，《稅務條例》第15(1)(f)條及第15(1)(g)條，任何人士在香港經營活動（包括行業、專業或業務），獲得的利息被視為入息之一，所以也必須支付利息稅。不過，在1986年中已經廢止，除非有例外，包括按《稅務條例》第15(1)(i)，該納稅人是經營銀行、財務公司或者證券存款証之類的業務。